# Acraea bakossua
Acraea bakossua är en fjärilsart som beskrevs av Embrik Strand 1912. Acraea bakossua ingår i släktet Acraea och familjen praktfjärilar. Inga underarter finns listade i Catalogue of Life.